# Akoubounou
Akoubounou ist eine Landgemeinde im Departement Abalak in Niger.

## Geographie
Akoubounou liegt in der nördlichen Sahelzone. Die Nachbargemeinden sind Abalak im Nordosten, Azèye im Südosten, Ibohamane im Süden, Tabalak im Südwesten und Kao im Nordwesten. Bei den Siedlungen im Gemeindegebiet handelt es sich um 62 Dörfer, 5 Weiler, 24 Lager und 20 Wasserstellen. Der Hauptort der Landgemeinde ist das Dorf Akoubounou.

## Geschichte
Die Landgemeinde Akoubounou ging als Verwaltungseinheit 2002 im Zuge einer landesweiten Verwaltungsreform aus einem Teil eines zuvor gemeindefreien Gebiets hervor.

## Bevölkerung

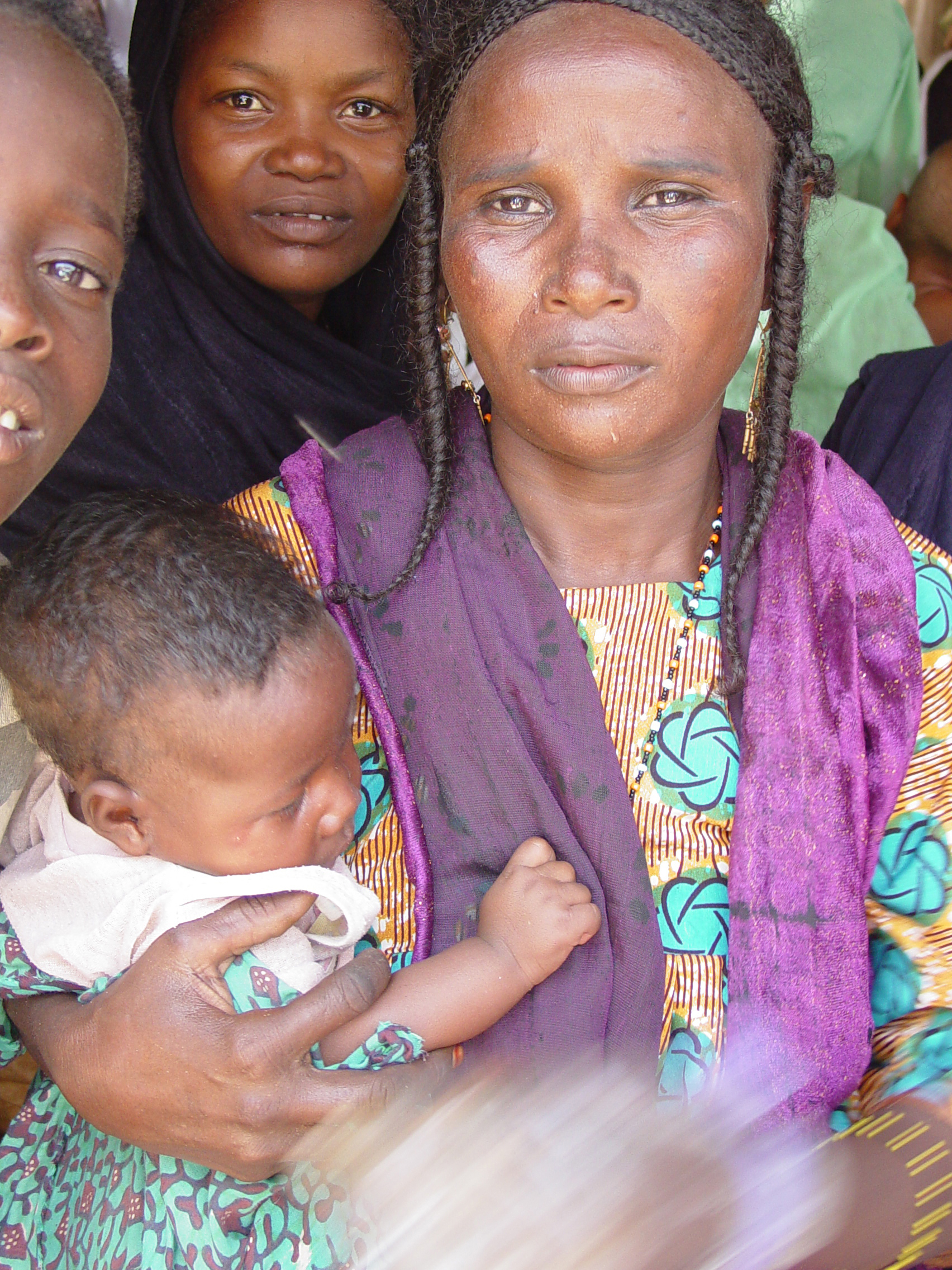
Targia in Akoubounou

Bei der Volkszählung 2012 hatte die Landgemeinde 47.961 Einwohner, die in 6678 Haushalten lebten. Bei der Volkszählung 2001 betrug die Einwohnerzahl 10.348 in 1988 Haushalten.
Im Hauptort lebten bei der Volkszählung 2012 3454 Einwohner in 380 Haushalten, bei der Volkszählung 2001 844 in 162 Haushalten und bei der Volkszählung 1988 444 in 86 Haushalten.
Im Hauptort leben Angehörige der Tuareg-Untergruppe Ait-Awari.

## Politik
Der Gemeinderat (conseil municipal) hat 15 gewählte Mitglieder. Mit den Kommunalwahlen 2020 sind die Sitze im Gemeinderat wie folgt verteilt: 11 PNDS-Tarayya, 2 RUDD-Zumua, 1 MNSD-Nassara und 1 RDP-Jama’a.
Jeweils ein traditioneller Ortsvorsteher (chef traditionnel) steht an der Spitze von 57 Dörfern in der Gemeinde, darunter dem Hauptort.

## Kultur und Sehenswürdigkeiten
Alle zwei Jahre findet das Kamel-Festival Shiriken in Akoubounou statt.

## Wirtschaft und Infrastruktur
Die Gemeinde liegt am Übergang der Zone des Agropastoralismus des Südens zur Zone der reinen Weidewirtschaft des Nordens. Im Hauptort wird ein Markt abgehalten. Ein staatliches Viehzuchtzentrum wurde im Dorf Ibécétane eingerichtet. Gesundheitszentren des Typs Centre de Santé Intégré (CSI) sind im Hauptort und in der Siedlung Ibécétane vorhanden. Durch Akoubounou verläuft die Nationalstraße 25, die den Ort via Abalak mit der Regionalhauptstadt Agadez und via Tabalak mit der Regionalhauptstadt Tahoua verbindet.